# Pisandro di Camiro
Pisandro di Camiro, o Pisandro di Rodi (in greco antico: Πείσανδρος?, Péisandros; Camiro, prima metà del VI secolo a.C. – seconda metà del VI secolo a.C.), è stato un poeta greco antico, elencato al terzo posto, dopo Omero ed Esiodo, nel Canone alessandrino dei poeti epici.

## Biografia
Non sappiamo quasi niente della vita di questo poeta: sappiamo solo che era nato a Camiro, nell'isola di Rodi, che i nomi dei suoi genitori erano Pisone e Aristecma, e che aveva una sorella di nome Diocleia. 
A parte questi scarni dati familiari non si conosce con certezza neanche il periodo in cui è vissuto. Sembra sia fiorito attorno alla XXXIII Olimpiade (648-645 a.C.) ma secondo alcuni sarebbe vissuto addirittura prima di Esiodo, contemporaneo e amico del poeta mitico Eumolpo; secondo Wilamowitz visse nel VI secolo a.C.
Da Teocrito si inferisce che i cittadini di Camiro avevano eretto una statua in onore di Pisandro.

## Opere
Pisandro fu autore di Ἡράκλεια (Eraclea), un poema in due libri sulle fatiche di Eracle. Proprio in quel poema sarebbe stata fissata per la prima volta la descrizione di Eracle coperto di una pelle di leone e con una clava in mano e secondo Karl Otfried Müller il numero delle canoniche dodici fatiche di Eracle risaliva proprio  a Pisandro. 
Clemente Alessandrino tramanda la tradizione secondo cui Pisandro sarebbe stato un plagiario che si sarebbe appropriato di un poema, intitolato anch'esso Ἡράκλεια, scritto da Pisino, un poeta di Lindo (Rodi). 
Del poema di Pisandro sono rimasti solo dodici brevi frammenti, più cinque di dubbia attribuzione. Un epigramma conservato dall'Antologia Palatina era stato in passato attribuito a Pisandro ma oggi ne viene negata l'autenticità.